# Wouldn't Change a Thing
"Wouldn't Change a Thing" är en sång framförd av Demi Lovato och Joe Jonas i Disney Channel originalfilmen Camp Rock 2: The Final Jam. Sången släpptes som den fjärde singeln från filmens soundtrack. I tysktalande länder så släpptes en annan version med Lovato och Stanfour den 31 juli 2010.

## Låtlistor och format
- Digital download[2]

1. "Wouldn't Change a Thing" (Demi Lovato & Joe Jonas) – 3:23

- Tysk CD-singel[3]

1. "Wouldn't Change a Thing" (Demi Lovato featuring Stanfour) – 3:23
2. "Wouldn't Change a Thing" (Instrumental) – 3:23

- Tysk digital download[1]

1. "Wouldn't Change a Thing" (Demi Lovato featuring Stanfour) – 3:24

- Tysk maxi CD-singel[4]

1. "Wouldn't Change a Thing" (Demi Lovato featuring Stanfour) – 3:23
2. "Wouldn't Change a Thing" (Demi Lovato and Joe Jonas) – 3:23
3. "Wouldn't Change a Thing" (Instrumental) – 3:23
4. "Wouldn't Change a Thing" (Music video)

## Topplistor
| Lista (2010)                         | Topplacering |
| ------------------------------------ | ------------ |
| Kanada (Canadian Hot 100)            | 90           |
| Storbritannien (UK Singles Chart)    | 71           |
| USA (Bubbling Under Hot 100 Singles) | 10           |

| Lista (2010)                    | Topplacering |
| ------------------------------- | ------------ |
| Tyskland (Media Control Charts) | 28           |
| Österrike (Ö3 Austria Top 75)   | 36           |

## Andra versioner
| Artist(er)                        | Titel                         | Språk                    |
| --------------------------------- | ----------------------------- | ------------------------ |
| Jullie feat. Joe Jonas            | "Eu Não Mudaria Nada Em Você" | Portugisiska (Brasilien) |
| Mia Rose feat. Joe Jonas          | "Nada Vou Mudar"              | Portugisiska             |
| Finley                            | "Per la vita che verrà"       | Italienska               |
| Ewa Farna feat. Kuba Molęda       | "Nie zmieniajmy nic"          | Polska                   |
| Brigitta Némethy feat. Ádám Dando | "És Ezt Érzem Így Van Jól"    | Ungerska                 |
| Miruna Oprea feat. Noni           | "Nu As Schimba Nimic"         | Rumänska                 |
| Sita feat. Dean                   | "Wouldn't Change a Thing"     | Engelska                 |
| Atiye Deniz                       | "İstemem Değişmesin"          | Turkiska                 |
| Ewa Farna feat. Jan Bendig        | "Stejný cíl mám dál"          | Tjeckiska                |